# Holthausen (Düsseldorf)
Holthausen est un quartier de la ville de Düsseldorf, en Allemagne. Situé au sud de la ville sur les bords du Rhin, il compte 12 844 habitants pour 5,34 km2. Le quartier est bordé au nord par le quartier d'Oberbilk, à l'est Reisholz, au sud Benrath et à l'ouest Itter et Himmelgeist.

## Histoire
L'histoire de Holthausen est liée à celle d'Itter, Himmelgeist, Benrath, Wersten et Bilk. Les premiers établissements remontent au IXe siècle av. J.-C., avec des établissements continus existant depuis le IIe siècle. Le nom de Holthausen est mentionné pour la première fois vers 1555 sous la forme Holthusen. Jusqu'au début de la révolution industrielle, Holthausen était un petit village formant avec Itter la commune rurale de Holthausen-Itter.
En 1900 la société Henkel s'implante à Holthausen et le développement de la commune s'accélère. En 1823, Holthausen comptait 322 habitants ; en 1869 - 384 ; en 1895 - 556 personnes vivaient à Holthausen ; en 1905 - 1884 personnes. La population de Holthausen culmine en 1969 à environ 15 000 habitants.
De 1909 à 1929, Holthausen fait partie de la commune de Benrath et, en 1929, est intégrée avec elle à la ville de Düsseldorf.
Holthausen abrite encore aujourd'hui d'importants sièges sociaux industriels, comme celui de Henkel.
Au sud de Holthausen se trouve une grande zone forestière, le Heyepark et un parc sportif.

## Transports
Il y a deux lignes de métro (U74 et U77), deux lignes de tramway (701 et 713) ainsi que les lignes de bus (724, 789, 817, 835 et NE7) à Holthausen. Holthausen est reliée à l'autoroute A 46 (Neuss-Düsseldorf-Wuppertal) et la route fédérale B 8 la traverse.